# 香月道生
香月 道生（かつき みちお、1960年 - ）は、日本の実業家。北島代表取締役社長。元佐賀県公安委員会委員長。

## 人物・経歴
北島の12代目として生まれる。1979年佐賀県立佐賀西高等学校卒業。同級生に中尾清一郎佐賀新聞社代表取締役社長がいた。1983年一橋大学商学部卒業。在学中は端艇部に所属。
卒業後は、都市銀行からも誘いを受けたが、西武百貨店に入社し、人事部に配属された。
1988年北島入社。2003年から北島代表取締役社長。2007年佐賀商工会議所副会頭。2009年非特定営利活動法人まちづくり機構ユマニテさが理事長。
2014年佐賀県公安委員会委員。2015年から佐賀県公安委員会委員長を1年間務め、2018年からも佐賀県公安委員会委員長を1年間務めた。
佐賀県商工会議所連合会副会長、佐賀県観光連盟理事、さが銀天夜市実行委員会委員長、有明海再生機構監事、佐賀法人会理事、佐賀県ユニセフ協会理事等も歴任した。